# Hans Jakob Christoffel von Grimmelshausen
Hans Jakob Christoffel von Grimmelshausen (ur. ok. 1622 w Gelnhausen, zm. 17 sierpnia 1676 w Renchen) – pisarz niemiecki. Syn protestanckiego piekarza i gospodyni domowej w Gelnhausen. Pochodził ze zubożałej turyńskiej szlachty. Uczestniczył w wojnie trzydziestoletniej. Najpierw jako dwunastoletni chłopiec był świadkiem grabieży rodzinnego miasta przez wojska heskie (w 1634), potem (1639) służył jako żołnierz (dragon i muszkieter) oraz pisarz kancelarii pułkowej.
Po wojnie w 1649 założył rodzinę w Offenburgu, a następnie przeniósł się do Gaisbach w Renchtal, gdzie pracował jako handlarz końmi i winem. W tym czasie przyjął katolicyzm. Od 1662 do 1665 został wójtem w sąsiednim Ullenburgu. W tym czasie zaczął pracować jako pisarz. Od 1667 r. na służbie u biskupa Strasburga Leopolda Wilhelma Habsburga jako sołtys (Schultheiß) w Renchen, które dotknęła wojna francusko-holenderska 1674–1675.
Większość dzieł Grimmelshausena została opublikowana pod pseudonimami, będącymi z reguły anagramami prawdziwego nazwiska pisarza, np.: Samuel Greifenson von Hirschfeld, Seigneur Meßmahl, Michael Rehulin v. Sehmsdorf, German Schleifheim v. Sulsfort, Erich Stainfels von Grufensholm, Philarchus Grossus von Trommenheim, Simon Lengfrisch von Hartenfels, Melchior Sternfels von Fuchshaim.
Głównym dziełem Grimmelshausena jest powieść szelmowska (picaresca) Der abenteuerliche Simplicissimus Teutsch obejmująca sześć książek, które zostały wydane w 1668 roku w trzech wydaniach. Powieść ta zdobyła uznanie dopiero kilka wieków później. Uważana jest za jedną z najlepszych powieści, jakie powstały w drugiej połowie XVII w. Najbardziej przejmujący w niej jest kontrast między pragnieniem pokoju głównego bohatera Simplexa a brutalnym życiem żołnierskim prezentowanym w powieści. Tłem dla akcji są czasy wyniszczającej całą Europę Wojny trzydziestoletniej, a „Der abenteuerliche Simplicissimus Teutsch” to niejako satyra na ten jeden z najmroczniejszych okresów w dziejach ludzkości.
Jest jedną z głównych postaci "powieści z kluczem" Güntera Grassa z 1979 r. Das Treffen in Telgte (Spotkanie w Telgte, 1992), opisującej fikcyjne spotkanie niemieckich poetów i pisarzy w 1647 r. mające na celu porozumienie artystów, często będących ideologami zwalczających się katolików i protestantów i zakończenie wojny trzydziestoletniej. Grimmelhausen jako oficer cesarski zajmując gospodę Libuszki w Telgte zapewnia uczestnikom spotkania miejsce i aprowizację.

## Wybrane dzieła
- Przygody Simplicissimusa (niem. Der abenteuerliche Simplicissimus Teutsch)
- Trutz Simplex oder Lebensbeschreibung der Ertzbetrügerin und Landstörtzerin Courasche (ok. 1669)
- Der seltzame Springinsfeld (1670)
- Das wunderbarliche Vogelnest (1672)
- Schwarz und weiß oder die Satirische Pilgerin (1666)
- Der teutsche Michel (1670)
- Das Rathstübel Plutonis (1672)
- Die verkehrte Welt (1673)
- Des vortrefflichen keuschen Josephs in erbauliche Lebensbeschreibung (Nürnberg 1670)
- Dietwalds und Amelindens anmutige Lieb- und Leidsbeschreibung (1670)
- Des durchlauchtigen Prinzen Proximi und seiner ohnvergleichlichen Lympidä Liebesgeschichterzählung (1672)